# Kumari (Népal)
Pour les articles homonymes, voir Kumari.
Kumari (en népalais : कुमरी) est un comité de développement villageois du Népal situé dans le district de Nuwakot. Au recensement de 2011, il comptait 8 672 habitants.